# جاده ئی۱۲۳ اروپا
جاده ئی۱۲۳ اروپا (به انگلیسی: European route E123) یکی از جاده‌های درجه ۲ قاره اروپا است.
این جاده از شهر چلیابینسک (روسیه) شروع شده و در شهر پنجی پویون (تاجیکستان) به پایان میرسد.